# Stadio Al-Shamal
Lo stadio Al-Shamal (in arabo ملعب الشمال‎?, "stadio al nord") è uno stadio in costruzione ad Madinat ash Shamal, in Qatar in tempo per la Coppa del mondo di calcio del 2022. 

## Progetto
La forma della dello stadio deriva dalle dhow, le tradizionali barche dei pescatori locali del Golfo Persico, e da lontano, appare come una barca sulla spiaggia in attesa di andare in mare.
Il Qatar ha promesso che dopo il Mondiale il livello superiore dello stadio sarà smontato e donato alla FIFA che provvederà a spedirlo nei paesi in via di sviluppo dove verranno costruiti nuovi stadi che promuoveranno il gioco del calcio.
Lo stadio, progettato da Albert Speer and Partner GmbH, avrà complessivamente 45 330 posti, che dopo il Mondiale saranno ridotti per soddisfare le esigenze calcistiche del Qatar.